# ليه خلتني أحبك (فلم)
ليه خلتني أحبك فيلم مصري رومانسي أٌنتج عام 2000 من بطولة كريم عبد العزيز، ومنى زكي، وحلا شيحة، وأحمد حلمي ومن إخراج ساندرا نشأت.
قصة الفيلم مأخوذة من فيلم "زواج أعز صديقاتي". أما اسمه فهو مأخوذ من أغنية بنفس الاسم غنتها ليلى مراد في فيلم الحبيب المجهول عام 1955.
تاريخ عرض الفيلم يوافق عيد الفطر في مصر 1421 هـ.

## قصة الفيلم
تدور احداث الفيلم في اطار رومانسي كوميدي، حيث تسعي داليا (منى ذكي) إلى الإيقاع بين هشام (كريم عبد العزيز) وخطيبته نهى (حلا شيحه) وذلك عن طريق عرقلة اتمام حفل الخطوبة، تدور احداث الفيلم بمشاهد متقطعه تشابهه.

## بطولة
| - منى زكي:داليا - كريم عبد العزيز:هشام - أحمد حلمي:زكريا - حلا شيحة:نهى - رجاء الجداوي:رجاء - سامي سرحان:دبوس | - فاتن أنور:بهيرة - مها عمار:مها طفلة - مصطفى متولي:مدير المنزل - حجاج عبد العظيم:المغني - نجوى فؤاد:نجوى - محمد الصاوي | - طلعت زكريا: المسعف طلعت زكريا - نشوى مصطفى:ليلى - سامي مغاوري:مريض - منير مكرم:حارس الحفل - خالد أبو النجا:شحصيته الحقيقية |

إشترك في التمثيل
منحة زيتون: زوجة دبوي- شاليمار - حازم سمير:طارق - كريم مغاوري :نيازي - جيهان شكري - داليا مصطفى - نرمين فرنسيس - شريف حمدي:مدكور - أحمد الجندي - أحمد طلبة- رفيق محسن: فؤاد بك.

## وصلات خارجية
- مقالات تستعمل روابط فنية بلا صلة مع ويكي بيانات